# آن كوتون
آن كوتون (بالإنجليزية: Ann Cotton)، وُلدت في كارديف عام 1950، وتشارك في فعل الخير وريادة الأعمال، حيث نالت رتبة الإمبراطورية البريطانية في 2006. وعُد هذا التكريم تقديرًا لخدماتها واعترافًا بجهدها في تعليم الصغيرات في ريف أفريقيا، باعتبارها مؤسسة ورئيسة الجمعية الدولية غير الربحية كامفيد. ونالت جائزة وايز للتعليم 2014 من أجل تعليم الإناث لدورها الرائد والمميز في تعليم الفتيات في عدد من الدول الأفريقية خاصة بالمناطق الريفية. وتعالج كامفيد قضايا الفقر وعدم المساواة في جنوب الصحراء الإفريقية من خلال مساعدة الفتيات على الدراسة والنجاح، وتمكينهنّ لتصبحن في موقع ريادي للتغيير. وقد فازت كامفيد بالجائزة السنويّة للمساعدة الدولية والتنمية عام 2003. وفي عام 2004، اعترفت منظمة التعاون الاقتصادي والتنمية بكامفيد كأفضل الممارسات لتوسيع نطاق الابتكار في التنمية.
هي عضو فخري في جامعة هامرتن، وعضو مقيم في جامعة كامبريدج، كلية القضاء وإدارة الأعمال. وقد اشتهرت بصفتها محاضرة عبر مشاركتها في العديد من المنصات الدولية، بما فيها المنتدى الاقتصادي العالمي، مبادرة كلينتون العالمية، والمنتدى العالمي سكول.

## كامفيد
خلال أكثر من عقدين من الزمن، قادت السيدة آن كوتون جهودًا لتحسين الفرص التعليمية للفتيات والنساء الشابات على هامش النظام التعليمي. وقد بدأ التزامها بتعليم الفتيات في إفريقيا في عام 1991 عندما زارت زيمبابوي للبحث في أسباب انخفاض نسبة تسجيل الفتيات في المدارس في المناطق الريفية. وقد اكتشفت أنّ العامل الأساسي في إبقاء الفتيات خارج المدارس هو الفقر لا العوائق الاجتماعية. وفي عام 1993، قامت بحملة من أجل تعليم الإناث ترمي لرعاية وتمويل برامج يتم تصميمها وتنفيذها من قبل المجتمعات المحلية بما يتناسب مع احتياجاتهم المحددة. وتتبع المنظمة نهجًا شموليًا من الشراكة مع جميع الدوائر التي تؤثر على خيارات التعليم والحياة المتاحة أمام الفتيات لكسر حلقة الفقر، وزواج الأطفال، والمعدلات المرتفعة للمواليد، والمعدلات العالية في الإصابة بفيروس نقص المناعة البشرية المكتسب. وقد استفاد ما يفوق ثلاثة ملايين طفل من البرامج التعليمة المبتكرة لكامفيد من خلال شبكة تتألّف من 5085 مدرسة شريكة في زيمبابوي وزامبيا وغانا وتنزانيا ومالاوي.

## المنصات الدولية والجوائز
حازت السيدة كوتون على عدد من الجوائز تقديرًا لأعمالها من بينها دكتوراة فخرية في الحقوق من جامعة كامبريدج، ووسام الإمبراطورية البريطانية تكريمًا لدفاعها عن حق الفتيات في التعلم في أفريقيا، وجوائز سكول وشواب للريادة الاجتماعية وجائزة امرأة العام في بريطانيا وجائزة العام للريادة الاجتماعية البريطانية وجائزة وايز للتعليم لعام 2014.

### جائزة وايز
خلال تسلّم جائزة وايز للتعليم، قالت السيدة كوتون: يشرفني أن أنضم إلى المبتكرين في مجال التعليم أمثال فيكي كولبيرت، والدكتور مادهاف شافان، والسير فاضل حسن عابد بصفتي الحائز الرابع على جائزة وايز للتعليم. أنا أقبل هذه الجائزة نيابة عن المليون فتاة اللّواتي يلتزم مشروع كامفيد بدعمهنّ من خلال التعليم الثانوي في السنوات الخمس المقبلة- مليون فتاة قد سلب منهنّ الفقر حتى الآن الثقة و القوّة، ولا نعرف ماذا ينتظرهنّ من تحول مدهش.